# شهنا
الیاس عبادی  (زاده ۱۳۵۱ در کابل) متخلص به شهنا خواننده افغانستانی است. او به زبان‌های پشتو و دری حدود صد ترانه اجرا نموده‌است. وی در چندین کشور اروپایی کنسرت‌هایی را اجرا نموده‌است.
شهنا پس از سیزده سال برای کمک و همکاری با سازمان خیریه آلمانی جی تی زی به کابل بازگشت و در آنجا دو کنسرت برای دانشجویان کابل اجرا نمود. 

## زندگی‌نامه
الیاس شهنا در کابل متولد شد. پس از اتمام دبیرستان در سال ۱۳۶۸، تحصیلات در رشته پزشکی را آغاز نمود. اما به‌علت شرایط دشوار در کشورش در سال ۱۳۶۹ به همراه خانواده به آلمان مهاجرت نمود و در آنجا در رشته اقتصاد به تحصیل پرداخت. علاقه خاص او به موسیقی سبب شد موسیقی را نزد صدیق قیام و استاد رضا علیخان فراگیرد.

## آلبوم‌ها
- منزل ویرانه
- قصه دل ها
- سوگند یاری
- ترانه هـای باران و وطنم

## منبع
1. ↑  «Ariayemusic.com». بایگانی‌شده از اصلی در ۲۳ اکتبر ۲۰۰۸. دریافت‌شده در ۲۳ نوامبر ۲۰۰۸.

- وب‌گاه شخصی شهنا